# X/1999
X (яп. エックス, еккусу), також знана як X/1999 — манґа у жанрі філософської драми, романтики й містики, одна з ранніх робіт групи CLAMP. Видавалась у журналі «Asuka» з 1992 по 2003. Була екранізована студією Madhouse у вигляді кліпу, повнометражного фільму та 24-серійного серіалу.

## Сюжет
1999 рік. Токіо. Сновидиця-провісниця Хіното починає збирати шістьох обраних — Драконів Неба, щоб захистити людство від знищення, яке вона бачить у своїх снах. Її молодша сестра Каное, що має здатність приникати в чужі сни, теж знає про швидкий кінець людської ери, але, на відміну від сестри, вона не хоче його запобігання. Каное, на противагу зібраним Хіното захисникам, збирає шістьох руйнівників — Драконів Землі. Дракони Неба мають здатність зводити кеккаї — бар'єри, що створюють усередині себе паралельний вимір і які охороняють відповідну ділянку реального світу від руйнувань. Кожен кеккай підтримується життєвими силами Дракона Неба, що його створив.
У випадку смерті чи важких фізичних чи моральних ушкоджень того, хто його встановив, кеккай руйнується, і всі наслідки боїв переносяться в реальне місце і час. Щоб знищити людство, Дракони Землі повинні зруйнувати усі кеккаї, що захищають світ. Але ні ті, ні інші не можуть нічого почати, поки до них не приєднається сьомий, від вибору якого і буде залежати загинути людям чи вижити. Їм відоме ім'я того, у чиїх руках доля світу — Камуі, що в перекладі означає «Той, хто володіє силою Бога» (інший варіант «Той, хто полює за силою Бога»).
На самому початку 1999 року шістнадцятирічний хлопець Камуі Сіро повертається в рідне місто, після шестирічної відсутності. Він тільки що втратив матір, яка згоріла на його очах, і своєю останньою волею заповідала сину повернутися в Токіо, де на нього чекає його доля. Камуі знає про те, що володіє величезною надприродною силою, але намагається про це не думати. У Токіо в нього залишилися друзі дитинства — Фума Моно і його молодша сестра Которі. Після смерті матері, це єдині люди, про яких Камуі думає, і які йому дорогі.
Повернення Камуї чекали і, як тільки він з'являється в місті, за ним відразу ж починають стежити обидві конфронтуючі групи, і різними способами намагаються схилити його на свою сторону. Однак Камуі байдужий до долі світу — він бажає лише захищати своїх друзів, що, зрештою, і приведе його до мимовільного вибору сторони захисників людства. Але існує ще один «Той, хто володіє силою Бога», що чекає моменту, коли Камуі зробить свій вибір у битві за долю світу, щоб зайняти місце, що залишилося, і протистояти йому. Він пробуджується в тілі Фуми, затьмаривши його свідомість. У цього «Камуі» немає інших бажань, окрім як руйнувати і знищувати. І першою його жертвою стає Которі. Після її смерті Камуі стає все-одно, на якій стороні знаходитися і він залишається з Драконами Неба, тому що його єдине бажання тепер — повернути друга. Він відмовляється приймати зміни, що відбулися з Фумою, вірити в те, що це тепер інша людина і боротися з ним. Це сильно ускладнює Драконам Неба задачу по захисту людей, тому що якщо Камуі не зможе утримати останній бар'єр, їхні зусилля виявляться безглуздими. Під час битви руйнуються кеккаї, що підтримують надію людства на порятунок, у боротьбі гинуть Дракони Землі і Дракони Неба. Ті, хто вижив продовжують боротися, чекаючи на той день, коли Камуі, нарешті, усвідомить, що він єдиний, хто може змінити долю світу.

## Персонажі

### Головні герої

Камуі Сіро

Фума Моно

Камуі Сіро (яп. 司狼 神威) — головний герой «X/1999», юнак, який володіє могутньою силою, використовуючи яку він може визначити долю світу: знищити людство і дати планеті відродитись, чи залишити людство жити далі на Землі. Його ім'я означає «Той, хто володіє силою Бога».
У дитинстві Камуі жив у Токіо навпроти храму Тоґакусі. Його найкращими друзями були Фума і Которі Моно, діти священика храму. У віці дев'яти років Камуі разом зі своєю матір'ю Тору переїжджає на Окінаву. Там вони жили досить мирно і спокійно протягом шести років, поки одного дня мати Камуі не загинула в пожежі. Перед смертю Тору благала Камуі повернутися до Токіо.
Після повернення до рідного міста, Камуі виглядає відлюдкуватим і холодним з тією метою, щоб не підпускати до себе Фуму і Которі, які дуже зраділи поверненню друга дитинства. Але Камуі боїться, що накличе біду і на своїх друзів і не зможе їх захистити, як не зміг врятувати свою матір. Йому постійно доводиться тікати від духів-сікі, які невідомо для чого за ним стежать. Також він зустрічає Дайске і Арасі, людей, які теж володіють надприродними можливостями. Вони намагаються змусити Камуі Сіро приєднатися до Драконів Неба, щоб боротися за спасіння людства, але той їх не слухає і вступає з ними в сутичку, під час якої був важко поранений. Зовсім знесиленим його підбирає Фума і відносить до себе додому, де він разом з сестрою деякий час доглядають за Камуі. Камуі знову зближується зі своїми друзями і вирішує захищати їх усіма своїми силами. Це мимоволі приводить його до того, що необхідно захищати людство. Таким чином він приєднується до групи магів — Семи Печатей, яких згуртувала навколо себе провісниця Хіното, яка щиро вірить, що Камуі єдиний, кому під силу змінити майбутнє і врятувати людство від загибелі. Однак, існує інший «Камуі», який має стати головним Сьомим Янголом, Драконом Землі. Він пробудився у тілі Фуми Моно, затьмаривши його розум. Одразу після пробудження він вбиває Которі Моно на очах у Камуі Сіро. Після цього Дракони Неба б'ються на смерть з Драконами Землі, але Камуі все ж таки має надію, що йому вдасться повернути Фуму.
Кінець манґи ще невідомий. Згідно з сюжетом фільму Камуі вбиває Фуму. Згідно з сюжетом серіалу Камуі гине, але йому вдається повернути Фуму.
Форма кеккаю: сфера
Карта Таро: Маг
Сейю у фільмі: Секі Томокадзу
Сейю у серіалі: Кеніті Судзумура
Фума Моно (яп. 桃生 封真) — один з головних героїв манґи «X/1999», син Саї і Кьоґо Моно, брат Которі, найкращий друг Камуі Сіро.
Фума ще в дитинстві поклявся, що буде захищати усіма силами Камуі. Після повернення Камуі в Токіо, вони спочатку не спілкувались, але після сутички між Драконами Неба Фума знаходить пораненого Камуі додому і разом зі своєю сестрою деякий час доглядає за ним. Один з Драконів Землі Натаку краде Священний меч з храму Тоґакусі і смертельно ранить настоятеля храму, батька Фуми. Перед смертю Кьоґо каже Фумі, що він є «зіркою-близнюком Камуі», це означає, що якщо «Камуі, який володіє силою бога» обере одну із сторін, за яку буде битися в Останній Битві, то інший «Камуі, який полює на силу Бога», який пробудиться в тілі Фуми, автоматично обере інший бік. Пізніше, після того як Камуі все-таки вирішує захищати людство і своїх друзів, Фума стає «Темним Камуі», найсильнішим Сьомим Янголом, головним Драконом Землі. Він одразу ж нападає на самого Камуі і вбиває Которі. Після цього Фума починає руйнувати кеккаї Токіо і вбивати усіх, хто стає у нього на шляху.
Фума також виступає виконувачем бажань, які почасти зводяться до вбивств Драконів Неба чи Драконів Землі, мотивуючи це тим, що їхнім істинним бажанням було померти. Також він володіє оманливою зовнішністю, яка змушує інших бачити в ньому тих чи інших людей: для Юдзуріхи, Фума схожий на Кусанаґі, для Натаку — на батька, для Субару — на Сейсіро і т. д.
Фума абсолютно впевнений, що переможе. Однак, кінець манґи ще не відомий. У фільмі він зображається як «машина для вбивств», а в серіалі як справжній садист. Згідно з сюжетом фільму його перемагає Камуі, а згідно з телеверсією «X» «Темний Камуі» зникає, повернувши свідомість Фумі.
Сейю у фільмі: Кен Наріта

Которі Моно

Сейю у серіалі: Дзюніті Сувабе
Которі Моно (яп. 桃生 小鳥) — сестра Фуми Моно, подруга дитинства Камуі Сіро. У неї вроджена вада серця, тому вона дуже слабка, однак володіє рідкісною здатністю бачити майбутнє у снах. У дитинстві вона була найкращою подругою Камуі, він навіть обіцяв стати її «нареченим», коли вони виростуть. Також, коли вона була дитиною, вона стала свідком жахливої смерті своєї матері Саї, коли з тієї був народжений один зі Священних мечів. І хоч Фума запевняв свою сестру, що це не їхня мати, у Которі від побаченого залишилась психічна травма на все життя.
Коли Которі виросла вона мріяла стати спеціалістом по фарбуванню тканин у колір індиго. Попри те, що Камуі, повернувшись до Токіо, холодно і різко поводився з Которі, вона все-одно відносилась до нього добре і доглядала пізніше за ним, коли він був тяжкопоранений. Дівчина стійко пережила смерть батька, але коли побачила у храмі шматки тіла Токіо Маґамі, з якої народився другий Священний Меч, Которі втратила розум, бо в її пам'яті випливла сцена з дитинства. Божевільну Которі перевезли до Академії CLAMP, але після того, як у Фумі прокинувся «Темний Камуі» вона загинула від рук власного брата. Вже втративши здоровий глузд і при смерті, Которі вдавалося спілкуватися з іншим сновидцем — Какьо Кудзукі, який зміг тимчасово проникнути в її свідомість. Душа Которі перед тим як відлетіти заповіла Какьо передати Фумі і Камуі, що вона обох їх дуже любить і що майбутнє не визначене, його можна змінити.
Карта Таро: Закохані (6)
Сейю у фільмі: Дзюнко Івао
Сейю у серіалі: Ното Маміко

## Манґа X/1999
Публікація манґи почалася в травні 1992 року в популярному щомісячному японському журналі для дівчат «Asuka» (видавництво Kadokawa Shoten). Як і журнал, вона спочатку була розрахована на жіночу аудиторію, але її популярність швидко зросла і серед юнаків. Тепер манґа тільки наближається до свого завершення. Вона нараховує вісімнадцять томів і продовжувала щомісяця виходити в «Asuka», хоча, в останні роки, меншим обсягом, тому що CLAMP паралельно працювали над новими проєктами. У березні 2003 року випуск був припинений через протиріччя між авторами і видавцем із приводу сюжетної лінії манґи.
Одним з центральних мотивів у манзі є детальне зображення землетрусів у Токіо, руйнування будівель та супроводжуючі численні жертви. 1995 року після великого землетрусу у Кобе у видавництво почали надходити листи з критикою на адресу манґи. 1997 року після вбивства одинадцятирічного Дзюна Хасе, почала надходити критика, пов'язана із зображення в манзі жорстоких сцен насильства, зокрема, розчленування тіл. Саме через деякі сцени з надмірною жорстокістю та небажання займатись самоцензурою призвели до припинення публікації «X/1999».
Манґа поділяється на 7 частин: «Початок» (嚆矢 Kōshi), «Сім Зірок» (七曜 Shichiyō), «Священний меч» (神剣 Shinken), «Камуі» (神威), «Сновидець» (夢見 Yumemi), «Кеккай» (結界) і «Кінець» (終末 Shūmatsu). Томи з 5-ого по 17-й мають додаткові історії про Драконів Землі і Драконів Неба, які розкривають деякі деталі з їх минулого, пояснюють їх цілі в Останній битві.
Назви томів манґи:
1. Прелюдія (Prelude), 2. Увертюра (Overture), 3. Соната (Sonata), 4. Інтермедія (Intermezzo), 5. Серенада (Serenade), 6. Дует (Duet), 7. Рапсодія (Rhapsody), 8. Крещендо (Crescendo), 09. Реквієм (Requiem), 10. Фуга (Fugue), 11. Інтерлюдія (Interlude), 12. Дія (Movement), 13. Ламент (Lament), 14. Концерт (Concerto), 15. Вальс (Waltz), 16. Ноктюрн (Nocturne), 17. Сюіта (Suite), 18. Інверсія (Inversion)

## Кліп «Х²»

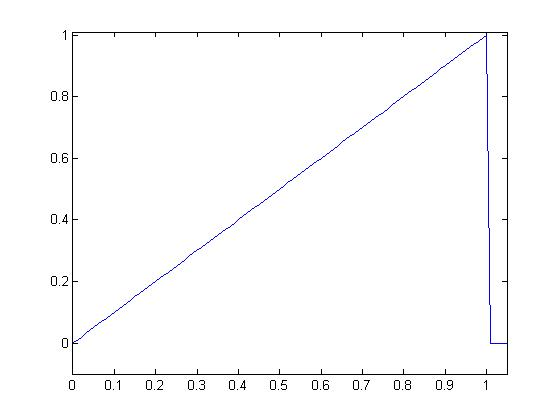
Обкладинка до кліпу «Х²»

У 1993 році знаменитий режисер Рінтаро («Kamui no ken», «Galaxy express 999») зі своєю командою та за підтримки CLAMP вирішує екранізувати «X/1999». Здійснити задумане тоді не вдалося і вийшов лише кліп, який був рекламою відкладеного проєкту. За музичну композицію було взято скорочений варіант пісні «Х» культової японської рокгрупи X-Japan. Кліп отримав назву «Х²» і вийшов на VHS і DVD.
Тривалість кліпу становить дві с половиною хвилини. Кліп не має зв'язного сюжету, у ньому показано лише найдинамічніші епізоди і представлені головні персонажі манґи. Однак він сприймається як цілісний самостійний витвір, а не як рекламний трейлер. Жоден кадр пізніше не був повторений чи перенесений у повнометражний фільм, що додає кліпу унікальності і цінності. Як додаток було створено ще три кліпи у вигляді нарізок слайдів, створених у студії CLAMP на пісні групи X-Japan: «Silent Jealousy», «Kurenai», «Endless Rain».

## Аудіодрама «X character files»
Аудіодрама (аналог радіопостановки) «X character files» складаються із семи дисків (по одному на пару персонажів) і являють собою монологи і діалоги героїв, узяті частково з манґи, а частково написані спеціально. Кожен трек займає 10 хвилин на кожного персонажа. Диски виходили з червня по грудень 1996 року, а в січні 1997 було до них додано і саундтрек.
Основною функцією цих випусків є глибше розкриття характерів героїв, також було задіяно додаткових персонажів, що не беруть участь в основних подіях, як, наприклад, молодша сестра Юто Кіґая, лист до якої і складає його монолог. Без знайомства з аудіодрамами важко до кінця зрозуміти, що ж змушує кожного з учасників Останньої Битви жертвувати своїм життям, за що кожен з них бореться і що складає їхнє життя.
Випуски:
- 1. YUZURIHA & SORATA — 21 червня 1996 р.
- 2. SEIICHIRO & KAREN — 24 липня 1996 р.
- 3. SATSUKI & SUBARU — 21 серпня 1996 р.
- 4. NATAKU & ARASHI — 20 вересня 1996 р.
- 5. KUSANAGI & KAKYOU — 23 жовтня 1996 р.
- 6. YUTO & SEISHIROU — 21 листопада 1996 р.
- 7. FUMA & KAMUI — 18 грудня 1996 р.

## Фільм «X— The Destiny War»

Обкладинка до фільму «X — The Destiny War»

3 серпня 1996 року в Токіо відбулася прем'єра повнометражного фільму «X — Доленосна війна» (англ. «X — The Destiny War») (виробництво Madhouse). Режисером виступив Рінтаро, сценарій написав він у співавторстві з Нанасе Окава. Музику до фільму створив відомий в Японії композитор класичної музики Ясуакі Сімідзу, а фінальна пісня «Вічна любов» (англ. «Forever Love») належала групі X-Japan. В окремо випущений саундтрек до фільму, крім неї, ввійшли ще п'ять пісень X-Japan, включно з повною версією «Х», а сама «Forever Love» протрималася кілька тижнів на вершинах японських музичних хіт-парадів і дотепер вважається однією з найкрасивіших пісень в історії аніме.
На момент виходу фільму, був виданий лише восьмий том манґи, тому події, що відбуваються у фільмі, є альтернативну версію розвитку історії з можливим варіантом кінцівки. Крім цього, щоб спростити адаптацію змісту манґи, перенасиченої діючими особами і подіями під сценарій півторагодинного фільму, автори прибрали усіх другорядних персонажів, переклавши їхньої ролі на інших героїв. Так були замінені носительки Священних Мечів (Токіко Маґамі на Тору Маґамі, Сая Моно на Которі Моно), Дракон Землі Кусанаґі Сію став беземоційною машиною для руйнувань, а сновидець-провісник Драконів Землі Какьо Кудзукі був виключений взагалі. Замість нього був введений зовсім новий персонаж — Сьоґо Асаґі, функція провидця була віддана Каное (у фільмі вона володіє здатністю бачити майбутнє в снах, а у манзі вона лише має здатність проникати в сни інших людей). Також Асаґі були передані разом з деякими рисами характеру здатності іншого персонажа — Юто Кіґаі — керувати стихією води, тому що замінений ним Какьо бойових здібностей не мав.
Фанати манґи не сприйняли фільм, хоча за технічним виконанням й емоційною напругою фільм можна справедливо назвати однією з найкращих робіт в японській анімації дев'яностих років.

## OVA «X— An Omen»

Обкладинка OVA

У 2001 році студія Madhouse починає другу спробу екранізації манґи, цього разу у вигляді телесеріалу. Режисером був обраний Йосіакі Кавадзірі («Ninja Scroll», «Vampire Hunter D: Bloodlust»). Спочатку як нульоу (пілотну) серію випустили OVA, яка дістала назву «X-Yochō» (укр. «Ікс–Знамення»). Основою її сюжету стала додаткова історія манґи, яка розкриває характер персонажа — Какьо Кудзукі. Тому вся увага в ній було віддана персонажу, що не фігурував у фільмі.
Монолог Какьо Кудзукі, що розкриває історію самого сновидця і сумну картину майбутнього Землі, що він бачить у своїх снах і складає сюжетну основу. Власне, сама історія Какьо складає лише першу третину часу цієї двадцятип'ятихвилинної OVA. Більшість часу займають сцени ключових моментів з життя персонажів серіалу, при чому усі сцени показані в цьому пілотному випуску пізніше з'явилися в самому серіалі (окрім сцени сутички Сейсіро з Субару, бо тло в серіалі було повністю перемальовано). Тому як самостійний твір ця OVA не сприймається, а лише як рекламний ролик до серіалу.

## Серіал «eX»

Обкладинка до «X — TV»

Через два місяці після виходу OVA, 3 жовтня 2001 року японське телебачення початок трансляцію двадцятичотирьохсерійного серіалу «eX», що йшов до кінця березня наступного року. Практично паралельно з показом, серіал вийшов на DVD і VHS, із супутнім випуском синглів і саундтреків.
Телесеріал є зміненим варіантом історії з можливим закінченням, причому практично прямо протилежним тому, що був у повнометражному фільмі. Режисер Йосіакі Кавадзірі разом з Нанасе Окава написали сценарій, який є адаптацією сюжету манґи, бо мав вкластися у 24 серії. Однак, через неналежне фінансування робіт над серіалом, якість анімації виявились на низькому (як для студії Madhouse) рівні, особливо незадовільно промальовано рухи персонажів у середині серіалу. Хоча зовнішній вигляд анімації в цілому передавав стиль манґи.
Серіал переповідає історію, викладену в манзі з деякими змінами: доповненнями і пропусками. Ширше, ніж у манзі описано життя Камуі, Юдзуріхи, Сацукі та деяких інших персонажів. Сама історія, на відміну від манґи, була доведена до логічного завершення. В аніме відсутні усі особливо жорстокі сцени, що наявні в манзі, відсутні натяки на сьодзьо-аі та сьонен-аі.
Серіал оцінюється неоднозначно: одні критикують за погану анімацію і поганий сценарій, інші ж, навпаки, задоволені більш-менш адекватною екранізацією манґи.

### Список серій
| №  | Японська Назва (кандзі і ромадзі) | Англійська назва | Українська назва | Дата показу |
| -- | --------------------------------- | ---------------- | ---------------- | ----------- |
| 00 | 予兆 Yochō                        | AN OMEN          | Знамення         | OVA         |
| 01 | 再会 Saikai                       | A REUNION        | Возз'єднання     | 03.10.2001  |
| 02 | 夢見 Yumemi                       | A NIGHTMARE      | Кошмар           | 10.10.2001  |
| 03 | 約束 Yakusoku                     | A PLEDGE         | Обіцянка         | 17.10.2001  |
| 04 | 影贄 Eishi                        | A SACRIFICE      | Жертва           | 24.10.2001  |
| 05 | 宿命 Shukumei                     | A DESTINY        | Доля             | 31.10.2001  |
| 06 | 高野 Kōya                         | KOUYA            | Коя              | 07.11.2001  |
| 07 | 電脳 Dennō                        | CIVER            | Кібер            | 14.11.2001  |
| 08 | 添星 Soeboshi                     | GEMINI           | Близнюки         | 21.11.2001  |
| 09 | 陰陽 Onmyō                        | ONMYOU           | Інь і Ян         | 28.11.2001  |
| 10 | 犬鬼 Inuki                        | INUKI            | Інукі            | 05.12.2001  |
| 11 | 境界 Kyōkai                       | BORDER           | Межа             | 12.12.2001  |
| 12 | 選択 Sentaku                      | ALTERNATIVE      | Вибір            | 19.12.2001  |
| 13 | 帰還 Kikan                        | RETURN           | Повернення       | 09.01.2002  |
| 14 | 集結 Tsudoi                       | GATHERING        | Збір             | 16.01.2002  |
| 15 | 守護 Shugo                        | GUARDIAN         | Захисник         | 23.01.2002  |
| 16 | 虚無 Kyomu                        | SLAUGHTER        | Різня            | 30.01.2002  |
| 17 | 苦悶 Kumon                        | WISH             | Бажання          | 06.02.2002  |
| 18 | 新生 Shinsei                      | NEWBORN          | Нове народження  | 13.02.2002  |
| 19 | 煉獄 Rengoku                      | INFERNO          | Пекло            | 20.02.2002  |
| 20 | 恋歌 Renka                        | RIPPLE           | Хвилі            | 27.02.2002  |
| 21 | 流浪 Rurō                         | CURRENT          | За течією        | 06.03.2002  |
| 22 | 背信 Haishin                      | BETRAYAL         | Зрада            | 13.03.2002  |
| 23 | 天地 Daichi                       | EARTH            | Земля            | 20.03.2002  |
| 24 | 伝説 Densetsu                     | LEGEND           | Легенда          | 27.03.2002  |

## Ілюстрації та книги
Створені до манґи ілюстрації з'являються щомісяця на обкладинках і постерах «Asuka», на обкладинках нових томів, в Інтернеті та у книгах. До повнометражного фільму 1996 року вийшло два альбоми (видавництво Kadokawa Shoten). Перший, «X FILM COMI — The Destiny War» — комікс з кадрів фільму, другий — «X PERFECT BOOK», містив розповідь про створення фільму і дизайнерські розробки персонажів. 2000 року було видано альбом з оригінальним артом. Своя назва «X-Zero» він отримав за номером надрукованої в ньому карти Таро. Крім того, було видано окремо три календарі на 1993, 2002 і 2003 року і колекція листівок.
Перші книги вийшли в 1997 році. Це було двотомне видання з ілюстраціями Мокони Апапа, в основу якого було покладено сценарій повнометражного фільму 1996 року, але з додаванням деяких епізодів з манґи. А вихід серіалу сприяв появі ще трьох томів новел, що висвітлюють уже його версію подій. Було видано й подарункове видання манґи, що об'єднує по чотири томи в книзі із додаванням кольорових вставок.

### Карти Таро
Як окрема серія ілюстрацій існують ще карти Таро з зображенням головних персонажів. Вони виходять по одній разом з кожним новим томом і станом на 2008 рік їх 19 (всього має бути 22): вісімнадцять на обкладинках томів манґи й одна ввійшла в артбук «X-Zero». Кожна карта — це ще одна характеристика зображеного на ній героя. Невідомо, чи планують CLAMP випуск самостійної колоди чи альбому з картами, але з того, як разом зі зміною стилю малюнка в манзі, він міняється і від карти до карти, можна припустити, що вони малюються поступово до виходу кожного нового тому.
| №   | Назва Карти Таро | Персонаж         | Назва Карти Таро | Персонаж       | Назва Карти Таро    | Персонаж | Назва Карти Таро | Персонаж             |
| --- | ---------------- | ---------------- | ---------------- | -------------- | ------------------- | -------- | ---------------- | -------------------- |
| 0   | Дурень (блазень) | Сая Моно         | VIII             | Справедливість | Карен Касумі        | XVI      | Вежа             | Тору і Токіко Маґамі |
| I   | Маг              | Камуі Сіро       | IX               | Самітник       | Сацукі Ятоджі       | XVII     | Зірка            | Кусанаґі Сію         |
| II  | Жриця            | Хіното           | X                | Колесо Фортуни | Какьо Кудзукі       | XVIII    | Місяць           | Натаку               |
| III | Імператриця      | Каное            | XI               | Сила           | Юдзуріха Некой      | XIX      | Сонце            | —                    |
| IV  | Імператор        | Кьоґо Моно       | XII              | Повішений      | Субару Сумераґі     | XX       | Суд              | -                    |
| V   | Первосвященик    | Сейітіро Аокі    | XIII             | Смерть         | Сейсіро Сакурадзука | XXI      | Світ             | -                    |
| VI  | Закохані         | Которі Моно      | XIV              | Помірність     | Арасі Кісю          |          |                  |                      |
| VII | Колісниця        | Сората Арісуґава | XV               | Диявол         | Юто Кіґаі           |          |                  |                      |

## Ігри

Гра «X — Card of Fate»

Компанією Bandai вийшло дві відеогри, що ґрунтуються на сюжеті телесеріалу «eX». Їх зовнішній вигляд, включаючи дизайн персонажів, аналогічний серіалу. Обидві вони дозволяють гравцю «вплинути» на долю світу шляхом вступу в бій на одній зі сторін: Битви відбуваються на фоні різних місць Токіо, де розташовані кеккаї. Перша гра «X — Card of fate» у жанрі — trading card battle вийшла 27 червня 2002 року для платформи WonderSwan Crystal.
Друга гра — «X: Обрана битва» (Ｘ~運命の選択~ Екусу: Унмеі но Сентаку) — 3D гра у жанрі файтинг вийшла 22 серпня 2002 року для платформи Sony PlayStation. У цій грі є три ролики: перший є опенінгом; другий — альтернативним показом того, що б відбулось, якщо б перемогли Дракони Землі; третій є своєрідним доповненням до телесеріалу.

## Музика
Композиторами музикальних композицій до аудіодрам виступили Йоко Канно, Хаджіме Мідзоґуті, Сейко Наґаока, Хісаакі Хоґарі, Йосікадзу Суо та Ютака Фукуока. Музику до повнометражного фільму написав відомий у Японії композитор класичної музики Ясуакі Сімідзу, а фінальна пісня «Forever Love» належала групі X-Japan. Композитором музики до телесеріалу був Сато Наокі. Вийшло два Original Soundtrack Albums та два сингл-альбоми.

## Дизайн
Дизайн манґи характерний для усіх робіт CLAMP. Він містить елементи характерні для сьодзьо-манґи (у промальовці персонажів) і сейнен-манґи (сцени жорстокості). Оскільки манґа-серіал створювався протягом більш як 10-ти років, то зазнав змін дизайн персонажів. У перших томах було використано дизайн, характерний для ранніх робіт CLAMP, у пізніших томах було використано значно спрощений дизайн персонажів, характерний для сучасних робіт CLAMP. У манзі використано вставки фотографій реальних об'єктів Токіо.

## Підтекст
Після успіху манґ «Tōkyō BABYLON» та «CLAMP Gakuen Tanteidan», група CLAMP на чолі з Нанасе Окава вирішила написати епопею про боротьбу між групами магів, одна з яких намагається захистити людство та їх цінності, а інша бореться за відновлення природи Землі. На цю роботу вплинула манґа Ґо Наґая «Devilman», для якої характерне зображення екстремального насильства, роздуми про добро і зло. Також на «Х/1999» вплинув твір Кьокутея Бакіна «Nansō Satomi Hakkenden». У нову історію ввійшли персонажі з попередніх манґ CLAMP.
Назва манґи «X/1999» багатозначна. По-перше X зазвичай означає щось секретне чи невідоме. X є хрестоподібним символом, що відсилає до Християнської теології, де хрест означає смерть (на хресті), у Кабалі — це знак відродження. 1999 позначає передостанній рік 2-ого тисячоліття від Різдва Христового.
Основним джерелом для сюжету «X/1999» є християнська релігія та християнська есхатологія, яка ґрунтується на книзі Апокаліпсису.
- Токіо порівнюється з Вавилоном, в якому живуть нечестиві люди, і яке має бути зруйноване.
- Камуі асоціюється з фігурою месії, який має врятувати людство. Проводяться паралелі з Христом, який помер, взявши на себе людський гріх.
- Фума асоціюється з Антихристом.
- Розп'ята на хресті Которі асоціюється з Христовим Розп'яттям. Фума встромив Меч у Которі, подібно Лонґіну, який встромив спис у тіло Христове.
- Інша назва Драконів Неба — Сім Печатей і друга назва Драконів Землі — Сім Янголів відсилають до книги «Одкровення Іоанна Богослова», в якому зазначається що після того як сім янголів відкриють усі сім печатей розпочнеться Кінець Світу.
- «Звір» — ім'я потужного суперкомп'ютера Сацукі Ятоджі. На ньому написано число 666. Звір — це одне з імен Диявола, а 666 — це його число.
- Субару Сумераґі та Сейсіро Сакурадзука використовують символи пентаграми, які є символом Диявола.
- Остання Битва асоціюється з Кінцем Світу.

Також присутні посилання на вчення Кабали:
- Кеккаї Токіо утворюють символ, схожий на Зірку Давида.
- Символом Драконів Землі є Менора.
- Сацукі Ятоджі досліджувала кабалістичне дерево Сефірот, а Камуі називала ім'ям кабалістичного бога — Ейн Соф.
- Написи на Священних Мечах складені на івриті: Barukh attah adonai eloheinu melekh ha-olam, she-ha-kol nihyeh bi-d'varo, що в перекладі означає: «Хвала Тобі, Господи Боже, Повелителю Всесвіту, від Слова Твого все створено».

Посилання на китайську міфологію:
- Дракони в китайській міфології можуть бути уособленням стихій.
- Символом Драконів Неба є сузір'я Великої Ведмедиці, сім зірок якої уособлюють у китайській міфології сімох небесних священиків, які оберігають людство.
- Натаку названий на честь китайського божества.

Також для манґи характерне розкриття екологічної проблематики. Використовується гіпотеза Ґайя, згідно з якою, Земля — це живий організм.

## Поняття та місця в «X/1999»

### Місця

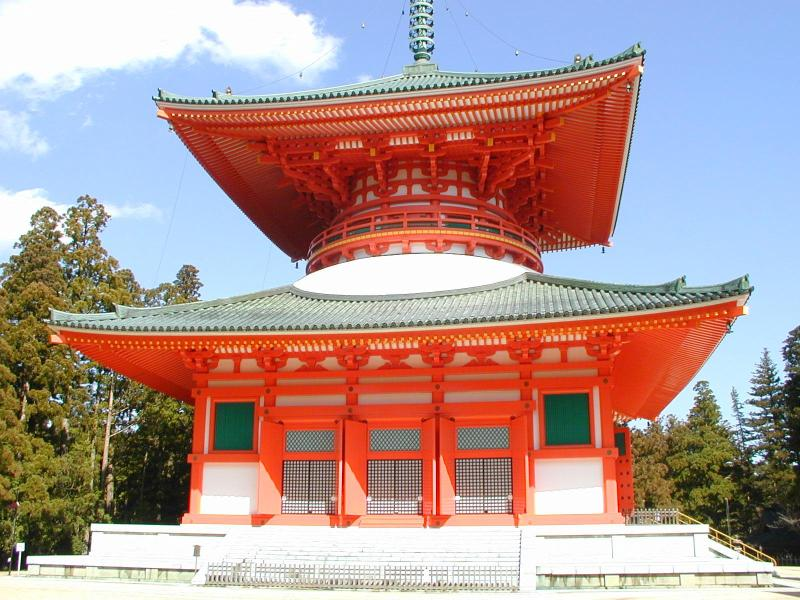
Храм на горі Коя

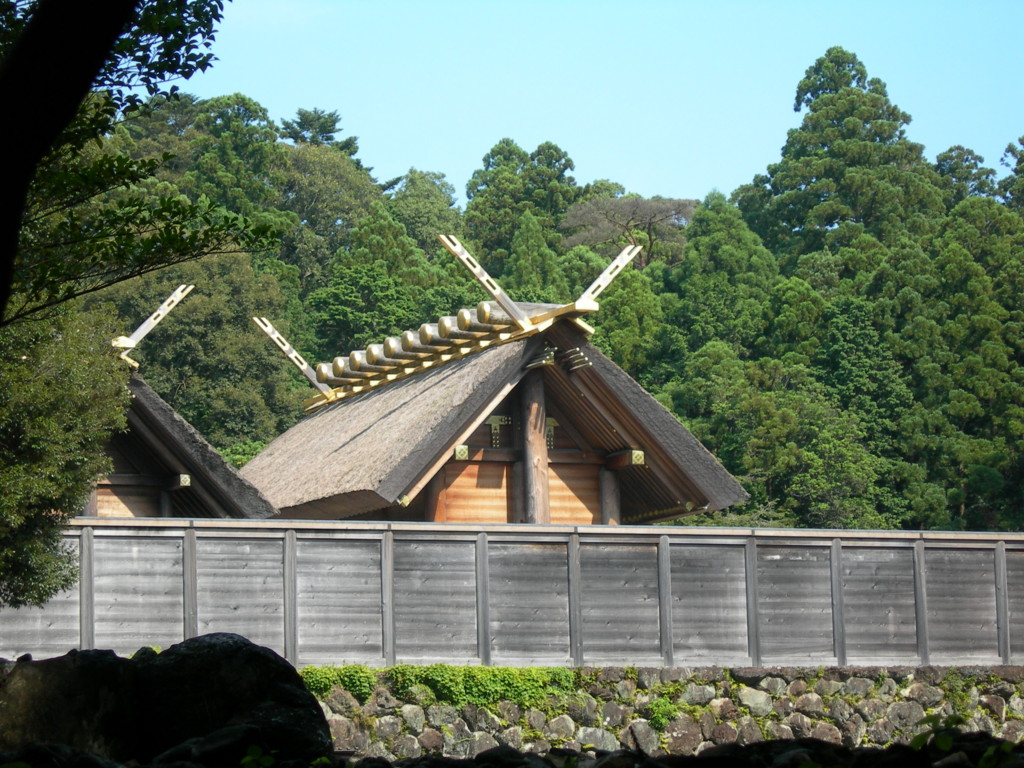
Святилище Ісе

Гора Коя (яп. 高野山) — гора в префектурі Вакаяма на південь від Осаки, перш за все знана як центр Сінґон-сю, секти японського буддизму. Сората Арісуґава зовсім маленьким був відданий на виховання до монастиря на виховання, де і прожив більшість свого життя. Арасі і Хіното при першій зустрічі називають Сорату «гостем з гори Коя».
Храм Ісе (яп. 伊勢神宮) — синтоїстський храм присвячений богині Аматерасу Омікамі. Розташований у місті Ісе в префектурі Mie. Арасі Кісю — жриця у цьому храмі. Її в дитинстві підібрала Каеде, настоятелька храму Ісе. Вона і виховала дівчинку у синтоїстських традиціях. Тому Арасі часто використовує старовинні вирази і поняття, тримає себе стримано, як і належить жриці.
Храм Міцуміне (яп. 三峰神社) — синтоїстський храм розташований на горі Міцуміне в Тітібе (Префектура Сайтама). Святилище також знане як Міцуміне-Дайґонґен (Велике Уособлення Міцуміне) в якому знаходиться знаменитий храм Тендай, секти японського Буддизму.
Юдзуріха з клану Некой — нащадок хранителів цього святилища. Юдзуріха прожила більшість життя при цьому святилищі і виховувалась бабусею, настоятелькою храму Міцуміне.
Храм Тоґакусі (яп. 戸隠神社) — вигадане святилище, настоятелем якого був Кьоґо Моно, чоловік Саї Моно, батько Фуми і Которі Моно. У храмі зберігався Священний Меч Камуі, народжений Саєю Моно у цьому святилищі. Пізніше Натаку вдається викрасти звідси Меч, вбивши настоятеля. У цьому ж храмі був народжений Другий Меч Токіо Маґамі. Існує також і справжнє святилище Тоґакусі у префектурі Наґано.

### Терміни
Священний Меч (яп. 神剣, кириліз.: сінкен) — зброя «Камуі Драконів Неба» і «Камуі Драконів Землі». Сінкен означає «меч, дарований богами» або «меч, який пропонується, як жертва богам». Напис на лезі Священного Меча написано івритом:
Barukh attah adonai eloheinu melekh ha-olam, she-ha-kol nihyeh bi-d'varo, що в перекладі означає: «Хвала Тобі, Господи Боже, Повелителю Всесвіту, від Слова Твого все створено.»
Згідно з сюжетом манґи Священні Мечі мали виносити і народити представниці клану Маґамі — сестри Тору і Токіко. При цьому вони мали загинути. Однак, якщо б Тору, мати Камуі, загинула передчасно, то не було б нікого, хто б попіклувався про маленького Камуі. Тому виносити і народити Священний Меч зголосилася, близька подруга Тору — Сая, яка вийшла заміж за настоятеля храму Тоґакусі, Кьоґо Моно, з метою подальшого захисту Меча. Кьоґо Моно після смерті Саї, зберігав Меч аж до викрадення його Натаку. Другий Меч народила Токіко в тому ж храмі. Пізніше він зберігався у спеціальному сховищі в центі Університетського містечка CLAMP. Під час Останньої Битви Фума і Камуі билися на Священних Мечах біля Токійської Вежі. Згідно з сюжетом повнометражного фільму перший Меч виносила Тору, а другий — Которі Моно.
Каґе-ніе (яп. 神剣, кириліз.: каґеніе) — буквально означає «тіньова жертва». У традиційній Японській окультних практиці каґе-ніе являє собою дерев'яну або паперову ляльку, яка служить уособленням певної людини і яка приймає усі негаразди на себе. Якщо хтось бажає завдати шкоди людині, захищеній каґе-ніе, то лялька страждатиме замість того, кого уособлює. У «X/1999» члени клану Маґамі віддавна служать каґе-ніе, для захисту багатіїв і політиків. Тору і Токіко Маґамі мали стати каґе-ніе для усього людства і померти, народивши Священні Мечі. Однак Тору мала виховати і подбати про маленького Камуі, тому виносити Меч зголосилася Сая Моно. Коли Камуі виріс Тору загинула у полум'ї як каґе-ніе, забравши на себе усі незгоди, які мали б переслідувати Камуі.
Сікіґамі (яп. 式神, кириліз.: сікіґамі) — дух, якого створює і контролює той, хто знається на магії онмьодо. Використовується для виконання певної місії, яку має виконати його власник. Сікіґамі, залежно від майстерності і сил мага, набувають різної подоби від тварини до людини. Для їх створення необхідне бути написане закляття чи магічний символ на паперовій стрічці. У «X/1999» сікіґамі використовуються для сутичок між магами онмьоджі — Сейсіро Сакурадзукаморі та Субару Сумераґі. Субару використовує папірці з намальованими на них пентаграмами, які під час активації закляттям перетворюються на птахів. У Сейсіро, як сильніший маг, має сікіґамі у вигляді яструба, який використовується для стеження. Хіното як наймогутніша чарівниця може створювати сікіґамі у вигляді людей у чорних костюмах і темних окулярах. Вона їх використовує, щоб стежити за Камуі, коли він повернувся до Токіо. Також ці сікіґамі викрадають Токіко Маґамі, імовірно з метою захоплення Священного Меча. Камуі і Сората за залишеними закляттями здогадуються, що цих сікі присилав темний дух, який заволодів Хіното. Сората використовує особливий тип сікіґамі — ґохододжі, дух який безпосередньо контролюється власником і у випадку загибелі ґохододжі, гине і власник. За допомогою ґохододжі Сората врятував Арасі від загибелі та викрив подвійну гру Хіното.
Сновидець (яп. 式神, кириліз.: юмемі) у цьому випадку — людина, яка може бачити майбутнє у своїх снах і спілкуватися з іншими людини через сни. У «X/1999» сновидіння є своєрідним вікном, яке розкриває суть того, що має відбутись і зіставляє з тим, що відбулось. Людьми, які можуть спілкуватись між собою у снах є Хіното, Какьо Кудзукі, Каное, Которі Моно, Хокуто Сумераґі та Сая Моно. З них сновидцями є лише Хіното, Какьо і Которі. Сая мала слабко виражені здібності сновидця. Каное лише володіє здатністю «підглядати» за чужими снами і використовує цю здатність, щоб заглянути у сновидіння своєї сестри Хіното. У повнометражному фільмі Каное — повноправна сновидиця, яка показує майбутнє Фумі. Хокуто має слабкі здібності онмьоджі, які дозволяють їх спілкуватись з Какьо. Хіното, Какьо і Которі всі мають повноцінні сновидіння, в яких вони вбачають майбутні події. У Которі ця здатність виражена слабше, вона може бачити цілісної картини майбутнього і не може повністю зрозуміти або управляти снами. Можливо через це у Которі виражений оптимістичний погляд на майбутнє. Хіното і Какьо — могутніші сновидці, які можуть повністю використовувати свої здібності; вони можуть розуміти і свідомо управляють своїми сновидіннями. Вони можуть затягувати у сни інших людей. Хіното використовує свої сни, щоб показати Камуі, зруйнований Токіо після Армагеддону, а також бар'єри Токіо з висоти пташиного лету, над яким кружляють Дракони Неба і Землі. Какьо показує майбутнє Фумі в темній кімнаті з розсувними дверима на фоні ширяючих пір'їн. Окрім того у снах сновидців можуть з'являтись душі вже померли сновидців: у своїх снах Которі бачила свою матір в образі русалки, а Какьо спілкувався з Хокуто і померлою Которі на фоні мальовничого узбережжя. Усі хто бачив майбутнє у снах намагалися його змінити, але це їм не вдавалося: Какьо, побачивши вбивство Хокуто, намагався цьому завадити, але лише більше підірвав собі здоров'я; Камуі нічого не зміг зробити, побачивши у сні страшну загибель Которі. Найбільше зусиль для зміни майбутнього приклала Хіното, яка щиро вірила в те, що Камуі — єдиний, хто може змінити майбутнє.

## Цікаві факти
- Творці фільмів «Ночной Дозор» і «Дневной дозор» використали деякі сцени руйнувань Токіо з фільму «X — The Destiny War», щоб показати руйнування Москви у російському фільмі. А сцена, де персонаж російського фільму Завулон дістає меч з свого хребта запозичена з моменту, коли Арасі дістає з руки свій меч.
- Творці фільму «Matrix» використали сюжет «X»: ідея про Обраного, провидиця, боротьба з людьми в чорних костюмах і в темних окулярах, стрибки по хмарочосам, остання битва та ін.
- Манґа перестала видаватись, бо видавцям не сподобався її кінець.
- У першому розділі манґи «CLAMP in Wonderland EX» Камуі потрапляє у магазин бажань Юко. Також усі персонажі з'явились у кліпі «CLAMP in Wonderland» на Токійській вежі, а у кліпі «CLAMP in Wonderland 2» — у кафе.